# 穆姜
穆姜（ぼくきょう、生年不詳 - 紀元前564年）は、繆姜ともいい、魯の宣公の夫人で、成公の母。
斉の公女として生まれた。紀元前608年、魯の宣公にとついで夫人となった。のちに成公と伯姫を生んだ。
宣公の弟の叔肸とその妻とのあいだに叔嬰斉（子叔声伯）が生まれたが、叔肸とその妻が正式な婚礼を挙げていなかったことから、穆姜は「妾を義理の妹とするわけにいかない」と言って叔肸の妻を追放した。
紀元前582年、穆姜の娘の伯姫が宋の共公にとつぐにあたって、季孫行父（季文子）が伯姫を宋に送って帰国した。穆姜は房から出て再拝し、季孫行父の忠勤に感謝を述べ、『詩経』邶風「緑衣」の終章を歌った。
ときに穆姜は叔孫僑如と私通していた。紀元前575年、叔孫僑如と穆姜は共謀して季孫行父と仲孫蔑（孟献子）を追放し、魯国を専断しようと図った。晋と楚が鄢陵で戦うにあたって、成公は晋の援軍として出陣しようとしていた。出発にあたって穆姜は季氏と孟氏を追放するよう成公に求めたが、成公は「帰ってから言うことを聞こう」といって断った。叔孫僑如は晋の郤犨に賄賂を贈って、晋が季孫行父を逮捕し、叔孫僑如が仲孫蔑を殺し、魯は晋に仕える内臣となる密約を結んだ。陰謀は発覚して、叔孫僑如は追放され、斉に亡命した。
穆姜は自分が亡くなったときのために立派な檟を選んで柩を作らせていたが、紀元前571年に斉姜が死去すると、穆姜を憎んでいた季孫行父にその柩を取りあげられて、斉姜の葬儀に使われた。紀元前564年5月辛酉、穆姜は魯の東宮で死去した。